# Guerras árabo-bizantinas

La región Sham fue solo el comienzo de la expansión musulmana.
Expansión bajo el profeta Mahoma, 622-632
Expansión durante el Califato Patriarcal, 632-661
Expansión durante el Califato omeya, 661-750

Las guerras árabo-bizantinas o guerras romano-árabes fueron una serie de contiendas disputadas entre los musulmanes, mayoritariamente árabes, y el Imperio romano de Oriente entre los siglos VII y XI d. C. Comenzaron como parte de la expansión musulmana durante los reinados de los califas ortodoxos y omeyas del siglo VII y continuaron con sus sucesores, hasta mediados del siglo XII.
La irrupción de los árabes de la península arábiga en los años 630 les permitió a estos despojar a los bizantinos de sus provincias meridionales (Levante y Egipto). Durante los siguientes cincuenta años, los califas omeyas emprendieron una serie de acometidas contra la todavía bizantina Asia Menor; amenazaron dos veces la capital imperial (Constantinopla) y se apoderaron completamente del Exarcado de África. La situación no se estabilizó hasta el fracaso del segundo sitio árabe de Constantinopla, en 718. La frontera entre los dos enemigos quedó fijada en los montes Tauro, en el borde oriental de Asia Menor. En la zona, casi despoblada, surgieron poderosas defensas de ambos Estados. Durante el Califato abasí, las relaciones entre bizantinos y musulmanes se normalizaron; hubo un intercambio de embajadas e incluso algunos períodos de tregua, pero el conflicto siguió siendo la norma. Tanto el gobierno abasí como los señores locales organizaban incursiones y represalias de las campañas enemigas casi todos los años, hasta bien entrado el siglo X.
Durante los primeros siglos, los bizantinos se mantuvieron normalmente a la defensiva y evitaron las batallas campales, prefiriendo retirarse a sus plazas fuertes. Solo a partir de 740 comenzaron a realizar contraataques, aunque todavía el imperio abasí era capaz de responder con grandes expediciones de castigo en Asia Menor. Con la decadencia y fragmentación del Estado abasí después del año 861 y el fortalecimiento paralelo del Imperio bizantino bajo la dinastía macedónica, la situación empezó a cambiar gradualmente. Durante medio siglo (desde aproximadamente el año 920 hasta 976), los bizantinos consiguieron finalmente quebrar las defensas musulmanas y restablecer su control sobre el norte de Siria y la Gran Armenia. El último siglo de las guerras árabo-bizantinas estuvo dominado por los conflictos fronterizos con los fatimíes en Siria, pero la frontera se mantuvo estable hasta la aparición de un nuevo pueblo, los selyúcidas, que empezaron a influir en la región a partir del 1060.
Los musulmanes también dominaron el mar, y a partir de 650 todo el Mediterráneo se convirtió en campo de batalla entre bizantinos y musulmanes; las dos partes emprendieron ataques y contraataques contra las islas y los enclaves costeros. Las incursiones islámicas alcanzaron su cénit en el siglo IX y comienzo del X; tras conquistar Creta, Malta y Sicilia, las flotas musulmanas alcanzaron las costas de Francia, Dalmacia e incluso la periferia de Constantinopla.

## Antecedentes
La sucesión de prolongadas guerras entre el Imperio bizantino y el sasánida en los siglos VI y VII dejó a los dos imperios agotados y vulnerables al nuevo ímpetu de los árabes islamizados. La última de estas contiendas terminó con victoria para los bizantinos: el emperador Heraclio recuperó todos los territorios perdidos y devolvió la Vera Cruz a Jerusalén en el año 629.
No obstante, ninguno de los dos imperios dispuso de tiempo para recuperarse, ya que, en el lapso de unos pocos años, ambos sufrieron la arremetida de los árabes (que acababan de recuperar la unidad gracias al islam), la cual, según Howard-Johnston, «solo puede compararse con un tsunami humano». Según Liska, el conflicto bizantino-persa, innecesariamente prolongado, allanó el camino al islam.
A finales de los años 620, Mahoma ya había logrado conquistar y unificar buena parte de la península arábiga, y las primeras escaramuzas entre el mundo musulmán y el Imperio bizantino se verificaron durante su gobierno. Solo unos pocos meses después de que Heraclio y el general persa Shahrbaraz estipularan los términos de la retirada de las tropas persas de las provincias bizantinas orientales ocupadas en el año 629, los ejércitos árabes y bizantinos libraron la batalla de Mu'tah. Mahoma murió en 632 y le sucedió al frente del Estado islámico Abu Bakr, el primer califa, que obtuvo el dominio de toda la península arábiga merced a las victorias en las guerras Ridda; estas permitieron la formación de un poderoso Estado musulmán que abarcaba toda la península.

## La conquista musulmana: 634-718
Según diferentes biografías musulmanas, Mahoma, habiendo recibido información de que fuerzas bizantinas se estaban concentrando en el norte de Arabia con intención de invadir la península, marchó con un ejército hacia el norte hasta Tabuk (en el noroeste de la moderna Arabia Saudí) para anticiparse al embate bizantino. Las noticias, no obstante, resultaron falsas. Pese a esto, la batalla de Tabouk representó el primer ataque musulmán a los bizantinos; no originó, sin embargo, una guerra.
No existe un relato coetáneo de la expedición de Tabuk, y muchos de los detalles de la misma provienen de fuentes musulmanas posteriores. Algunos creen que una fuente bizantina menciona la batalla de Mu'tah, tradicionalmente fechada en 629, si bien no es seguro que así sea. Los primeros choques podrían haber comenzado como conflictos con los Estados árabes vasallos de los imperios bizantino y sasánida: los de los gasánidas y los lájmidas de al-Hirah. En cualquier caso, los árabes musulmanes emprendieron a partir del año 634 una invasión de ambos imperios, que les llevó a conquistar el Levante, Egipto y Persia. Los generales más sobresalientes de estas campañas contra bizantinos y sasánidas fueron Jalid ibn al-Walid y Amr ibn al-As.

### Conquista árabe de la Siria romana 634-638
En el Levante, tropas regulares bizantinas, reforzadas por reclutas locales, se enfrentaron al ejército musulmán invasor. Según historiadores musulmanes, los monofisitas y judíos del Levante dieron la bienvenida a los invasores árabes, dado que estaban descontentos con el gobierno bizantino. Las tribus árabes tenían poderosos lazos económicos, culturales y familiares con importantes ciudadanos árabes del Creciente Fértil.
El emperador romano Heraclio había caído enfermo, y por ello no pudo dirigir personalmente a los ejércitos que trataron de frenar la conquista musulmana de Siria y Palestina en el año 634. En la batalla de Adjnadayn, que se disputó en el verano de ese año, el ejército musulmán obtuvo una aplastante victoria. Tras vencer también en la de Fahl, los musulmanes de Jalid ibn al-Walid conquistaron Damasco (634). Los bizantinos reaccionaron reuniendo todos los soldados que pudieron y encargando la expulsión de los invasores a los generales Teodoro Tritirio y Vahan (armenio).
En la batalla de Yarmuk, acaecida en el 636, sin embargo, los musulmanes, habiendo estudiado el terreno en detalle, atrajeron a los bizantinos a una batalla campal, un tipo de enfrentamiento que los bizantinos solían evitar, y les obligaron a realizar una serie de costosos asaltos; luego emplearon los profundos valles y los riscos del lugar en una trampa mortal para los bizantinos, a los que infligieron una gravísima derrota. Heraclio, según el historiador del siglo IX al-Baladhuri, exclamó antes de abandonar Antioquía y regresar a Constantinopla, decepcionado por el resultado del choque: «¡Paz a ti, oh Siria, qué excelente país es este para el enemigo!» El impacto del Levante para los bizantinos se reflejó en las palabras de Juan Zonaras: «(...) desde entonces [tras la pérdida del Levante] la raza de los ismaelitas no cesó de invadir y saquear todo el territorio de los romanos».
En abril del 637, los árabes, tras un largo asedio, conquistaron Jerusalén, que rindió el patriarca Sofronio. En el verano de ese año, conquistaron Gaza; por las mismas fechas, las autoridades bizantinas de Egipto y Mesopotamia pagaron para obtener una muy costosa tregua, que duró tres años en el caso egipcio y uno tan solo en el de Mesopotamia. Tras la batalla del puente de hierro cayó Antioquía a finales de año; para entonces los musulmanes se habían apoderado de todo el norte de Siria, pero respetaron la Mesopotamia superior, a la que concedieron la susodicha tregua de un año.
Cuando expiró esta en 638-639, los árabes ocuparon también la Mesopotamia y la Armenia bizantinas y concluyeron la conquista de Palestina con el asalto a Cesarea Marítima y la entrada en Ascalón. En diciembre de 639, los musulmanes partieron de Palestina para invadir Egipto a comienzos de 640.

### Conquista árabe del norte de África: 639-698

#### Conquista de Egipto y Cirenaica
En la época en que Heraclio murió, los bizantinos habían perdido ya buena parte de Egipto y en los años 637-638 toda Siria estaba también en manos de los ejércitos del islam. 'Amr ibn al-A'as penetró en Egipto desde Palestina a finales del 639 o principios del 640, al mando de entre tres mil quinientos y cuatro mil hombres. Progresivamente se le fueron uniendo nuevos refuerzos, entre los que destacó el ejército de doce mil soldados de al-Zubayr. 'Amr asedió primero Babilonia y, tras conquistarla, marchó a atacar Alejandría. Los bizantinos, divididos y conmocionados por la repentina pérdida de tanto territorio, acordaron desprenderse de la ciudad en septiembre del año 642. La caída de Alejandría puso fin al gobierno bizantino de Egipto, y les permitió a los musulmanes continuar su expansión militar por el norte de África. Entre los años 643 y 644, 'Amr completó la conquista de la Cirenaica. Uthman sucedió al califa Omar al frente del Estado islámico al morir este.
Durante su reinado la armada bizantina recuperó brevemente Alejandría en el 645, pero la perdió de nuevo en el 646 tras la batalla de Nikiou. Las fuerzas islámicas asaltaron Sicilia en el 652 y se adueñaron de Chipre y Creta al año siguiente. Según los historiadores árabes, los cristianos coptos dieron la bienvenida a los árabes del mismo modo que en su día lo habían hecho los monofisitas en Jerusalén. La pérdida de esta lucrativa provincia privó a los bizantinos de una valiosa fuente de trigo, causó escasez de alimentos en todo el imperio y debilitó a sus ejércitos en las décadas siguientes

#### Conquista del Exarcado de África
En el año 647, un ejército árabe al mando de Abdallah ibn al-Sa’ad invadió el Exarcado de África bizantino. Tripolitania fue conquistada, seguida por Sufetula, 150 km al sur de Cartago, y su gobernador y autoproclamado Emperador de África Gregorio fue asesinado. La fuerza de Abdallah's regresó a Egipto en el año 648, una vez que el sucesor de Gregorio, Genadio, les prometió un tributo anual de 300 000 nomismata.
Tras una guerra civil en el Imperio árabe, los omeyas llegaron al poder con Muawiya ibn Abi Sufyan o Muawiya I. Bajo los omeyas se completó la conquista de los restantes territorios bizantinos del norte de África y los árabes consiguieron desplazarse por amplias zonas del Magreb, invadiendo la España visigótica a través del estrecho de Gibraltar, bajo el liderazgo del general bereber Táriq ibn Ziyad. Pero esto ocurrió solo una vez que hubieron desarrollado su propio poderío naval, conquistando y destruyendo la plaza fuerte bizantina de Cartago entre los años 695 y 698. La pérdida de África trajo por consecuencia que el control bizantino del Mediterráneo occidental fue desafiado por una nueva y expansiva flota árabe, que operaba desde Túnez.
Muawiyah comenzó a consolidar el territorio árabe desde el Mar de Aral hasta la frontera occidental de Egipto. Puso un gobernador en Egipto en al-Fustat, y lanzó diferentes asaltos en Anatolia en el 663. Entonces, desde el 665 hasta el 689 lanzó una nueva campaña en el norte de África para proteger a Egipto "de los ataques en su flanco por la Cirenaica bizantina". Un ejército árabe de 40 000 efectivos tomó Barca, derrotando a unos 30 000 bizantinos.
Una vanguardia de 10 000 árabes bajo Uqba ibn Nafi se unieron viniendo desde Damasco. En el 670, Kairuán en la moderna Túnez fue establecida como base para nuevas invasiones. Kairouan se convertiría en la capital de la provincia islámica de Ifriqiya y uno de los principales centros culturales árabo-islámicos de la Edad Media. Entonces ibn Nafi "se sumergió en el corazón de la región, a travesó la tierra salvaje en la que sus sucesores erigieron la espléndida capital de Fez u finalmente penetró hasta las costas del Atlántico y el gran desierto. Durante su conquista del Magreb, tomó las ciudades costeras de Bugía y Tánger, tomando lo que en su día había sido la provincia romana de Mauritania Tingitana donde fue finalmente detenido. Tal y como el historiador Luis García de Valdeavellano explica:

En su lucha contra los bizantinos y los bereberes, los jefes árabes extendieron enormemente sus dominios africanos, y en fecha tan temprana como el año 682 Uqba ya había alcanzado las costas del Atlántico, pero fue incapaz de ocupar Tánger, y fue forzado a retirarse hacia las montañas del Atlas por un hombre que pasó a ser conocido en la historia y en la leyenda como Don Julián.

### Ataques árabes sobre Anatolia y asedios de Constantinopla
Cuando la primera oleada de conquistas musulmanas en Oriente Próximo decayó, y una frontera semi permanente entre los dos poderes se estableció, una amplia zona, no reclamada ni por los bizantinos ni por los árabes y virtualmente desierta (conocida en árabe como al-Ḍawāḥī, "las tierras exteriores" y en griego como τὰ ἄκρα, ta akra, "los extremos") surgió en Cilicia, en paralelo a los límites sureños de las cordilleras del Tauro y Antitauro, dejando a Siria en manos musulmanas y el valle de Anatolia en manos bizantinas. Tanto el emperador Heraclio como el califa Omar siguieron una estrategia de destrucción en esta zona, intentando transformarla en una barrera efectiva entre ambos campos.
No obstante, los omeyas todavía consideraban la completa subyugación de Bizancio como su objetivo último. Su pensamiento estaba dominado por las enseñanzas islámicas, que situaban a los infieles bizantinos firmemente en el Dār al-Ḥarb, la «Casa de la Guerra», la cual, en palabras del estudioso islámico Hugh N. Kennedy, «los musulmanes deben atacar cuando sea posible; antes que la paz interrumpida por el conflicto ocasional, se pensaba que el patrón normal era el conflicto interrumpido por ocasionales treguas temporales (hudna). La paz verdadera (ṣulḥ) solo podría alcanzarse cuando el enemigo aceptara el Islam o un estatus vasallo».
Tanto como gobernador de Siria y posteriormente como califa, Muawiya ibn Abi Sufyan (661–680) lideró el esfuerzo musulmán contra Bizancio, especialmente con la creación de una flota que desafió a la armada bizantina y asaltó las islas bizantinas y sus costas. La sorprendente derrota de la flota imperial por la joven armada musulmana en la batalla de los mástiles en el 655 fue de una importancia crítica: abrió el Mediterráneo, hasta entonces un "lago de Roma", a la expansión árabe, y comenzó una serie de conflictos navales sobre el control de las rutas marítimas del Mediterráneao que duró siglos.
El comercio entre las costas orientales y sureñas musulmanas y las costas norteñas cristianas durante este período aislaron a Europa Occidental de los avances del mundo musulmán: "en la antigüedad, y de nuevo en la Alta Edad Media, el viaje de Italia hasta Alejandría era habitual; en los primeros tiempos islámicos los dos países eran tan remotos que incluso la información más básica era desconocida". Muawiyah también inició las primeras incursiones de amplia escala sobre Anatolia a partir del año 641. Estas expediciones, dirigidas tanto al saqueo como a debilitar y mantener a los bizantinos ocupados, así como los asaltos en represalia bizantinos, llegaron a establecerse como una característica de las guerras árabo-bizantinas durante los siguientes tres siglos.

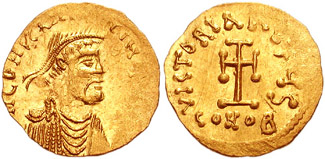
Tremís de oro de Constante II.

El estallido de la primera guerra civil musulmana en el 656 otorgó una pausa preciosa para Bizancio, que el emperador Constante II (r. 641–668) utilizó para apuntalar sus defensas, extender y consolidar su control sobre Armenia y sobre todo para iniciar una importante reforma de su armada que tuvo un efecto duradero: estableció la themata, las amplias divisiones territoriales de mando en las cuales Anatolia, el principal territorio contiguo que le quedaba al Imperio, fue dividida. Los restos del ejército de tierra que quedaban fueron acantonados cada uno de ellos, y a cada soldado se le asignó tierra en pago por sus servicios. La themata formaría la espina dorsal del sistema defensivo bizantino durante los siglos que vendrían.

#### Ataques contra las posesiones bizantinas en África, Sicilia y Oriente
Tras su victoria en la guerra civil, Muawiyah lanzó una serie de ataques contra las posesiones bizantinas en África, Sicilia y Oriente. Hacia el 670, la flota musulmana había penetrado en el mar de Mármara y permanecido en Cícico durante el invierno. Cuatro años más tarde, una flota musulmana gigantesca reapareció en el Mármara y restableció su base en Cícico, desde donde asaltaron las costas bizantinas casi a voluntad. Finalmente, en el 676 Muawiyah envió un ejército a Constantinopla para asediarla tanto por tierra como por mar, comenzando el primer sitio árabe de esta ciudad. Constantino IV (r. 661–685) utilizó, no obstante, una nueva arma devastadora que pasó a denominarse "fuego griego", inventada por un refugiado cristiano de Siria llamado Kallinikos de Heliopolis, para derrotar de modo decisivo la armada atacante omeya, lo que a la postre supuso el levantamiento del asedio en el 678. La flota musulmana sufrió importantes pérdidas en su regreso como consecuencia de diferentes tormentas, y el ejército perdió muchos hombres ante el ataque de diferentes ejércitos en su camino de vuelta.
Entre los que cayeron en el asedio estaba Eyup, el portador del estandarte de Mahoma y el último de sus compañeros; para los musulmanes en la actualidad su tumba está considerada como uno de los lugares sagrados de Estambul. La victoria bizantina sobre los omeyas invasores detuvo la expansión islámica en Europa durante casi treinta años.

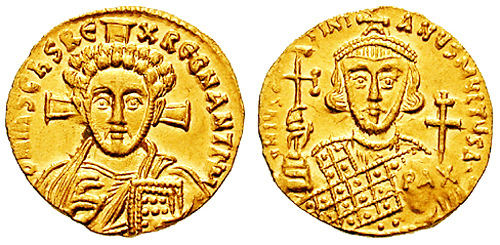
A pesar del turbulento reinado de Justiniano II, último emperador de la dinastía heracliana, las monedas que acuñó todavía portaban la tradicional "PAX", paz.

El revés de Constantinopla fue seguido por nuevos contratiempos a través de todo el imperio musulmán. Como escribe Gibbon, "este Alejandro mahometano, que suspiraba por nuevos mundos, fue incapaz de preservar sus recientes conquistas. Tras la defección universal de los griegos y africanos tuvo que volver de las costas del Atlántico". Sus fuerzas fueron dirigidas hacia el aplastamiento de las rebeliones, y en una de esas batallas fue rodeado por insurgentes y asesinado. Entonces, el tercer gobernador de África, Zuheir, fue derrocado por un poderoso ejército, enviado desde Constantinopla por Constantino IV con el objetivo de ayudar a Cartago. Mientras tanto, una segundo guerra civil árabe estaba destrozando Arabia y Siria, lo que resultó en la sucesión de cuatro califas desde la muerte de Muawiyah en 680 y la ascensión de Abd al-Malik en el 685, y se mantuvo hasta el año 692 con la muerte del líder rebelde.
Las Guerras Sarracenas de Justiniano II (r. 685-695 y 705-711), último emperador de la dinastía heracliana, «reflejó el caos general de esta época». Tras una victoriosa campaña, alcanzó una tregua con los árabes, acordando la posesión conjunta de Armenia, Iberia y Chipre; sin embargo, al quitar a 12 000 cristianos mardaitas de su Líbano nativo, eliminó un obstáculo principal para los árabes en Siria, y en el 692, tras la desastrosa batalla de Sebastópolis, los musulmanes invadieron y conquistaron toda Armenia. Depuesto en 695, con Cartago perdida en el 698, Justiniano regresó al poder entre 705-711. Su segundo reinado estuvo marcado por diferentes victorias árabes en Asia Menor y el descontento civil. Supuestamente, ordenó a sus guardas ejecutar a los soldados de la única unidad que no había desertado tras una batalla, para evitar su deserción en la siguiente.
El primer y segundo derrocamiento de Justiniano fueron seguidos por el desorden interno, con revueltas sucesivas y emperadores a los que les faltaba la legitimidad o el apoyo. En este clima, los omeyas consolidaron su control de Armenia y Cilicia, y comenzaron a preparar una nueva renovada ofensiva contra Constantinopla. En Bizancio, el general León el Isaurio (r. 717–741) acaba de acceder al trono en marzo del año 717, cuando el impresionante ejército musulmán bajo el liderazgo del afamado príncipe omeya y general Maslama ben Abd al-Malik Ibn-Marwan comenzó a moverse hacia la capital imperial. El ejército y la armada del Califa, liderados por Maslama, alcanzaban los 120 000 hombres y 1800 barcos de acuerdo a las fuentes. Independientemente del número real, era una fuerza descomunal, mucho mayor que la del ejército imperial. Afortunadamente para León y el Imperio, los muros de la ciudad que daban al mar habían sido reparados y reforzados recientemente. Adicionalmente, el emperador firmó una alianza con el kan búlgaro Tervel, que estuvo de acuerdo en atacar la parte trasera de los invasores.

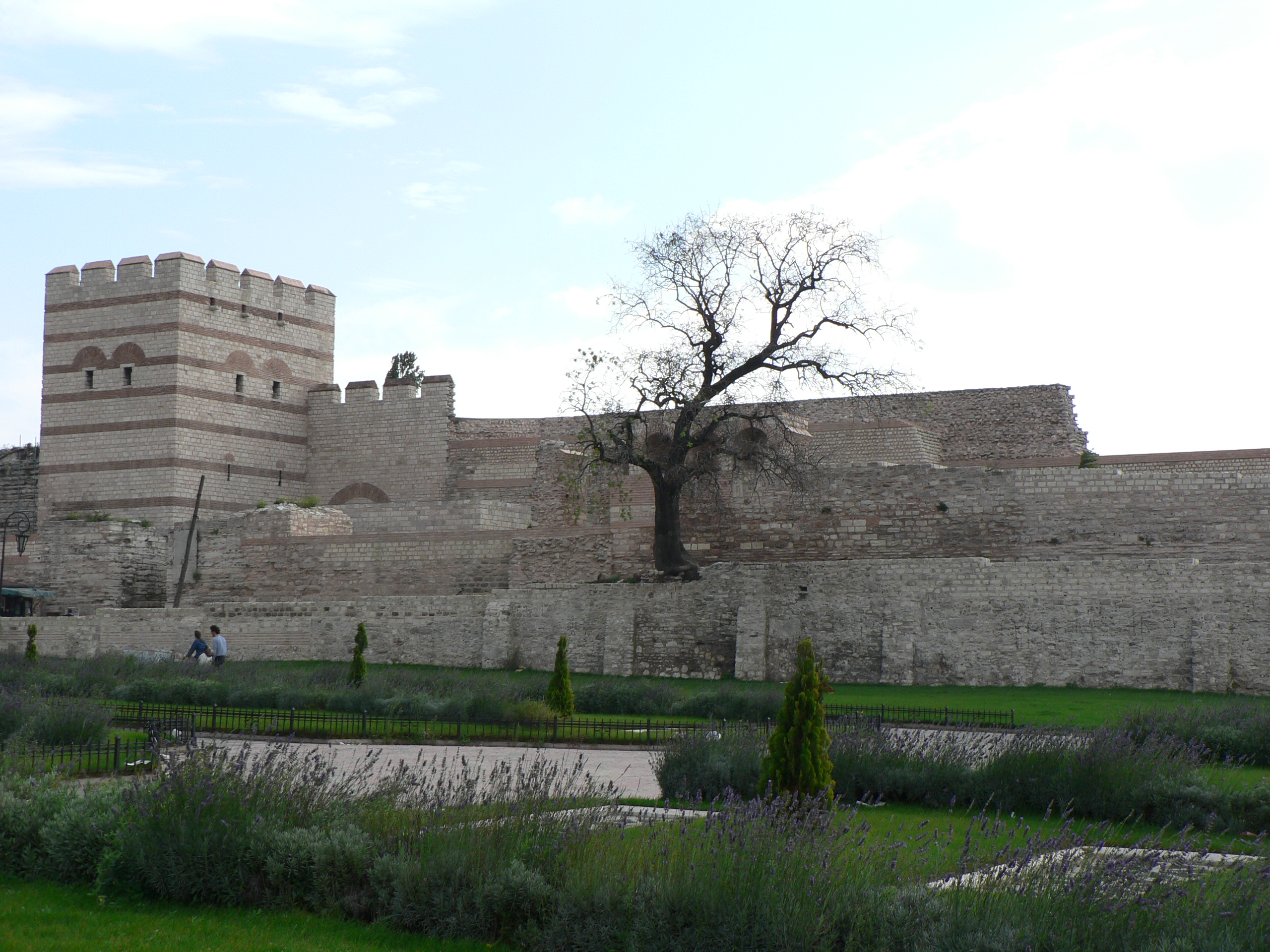
Las murallas teodosianas de Constantinopla.

Entre julio del 717 y agosto del 718, la ciudad fue asediada por tierra y mar por los musulmanes, quienes construyeron una extensa línea de circunvalación y contravalación en el flanco terrestre, aislando la capital. Su intento de completar el bloqueo por mar, sin embargo, falló cuando la armada bizantina empleó fuego griego contra ellos, la flota árabe se mantuvo muy apartada de las murallas de la ciudad, dejando las rutas de suministro de Constantinopla abiertas. Forzados a extender el asedio hasta el invierno, el ejército asediante sufrió terribles bajas como consecuencia del frío y de la falta de provisiones.
En primavera, el nuevo califa Umar ibn Abd al-Aziz (r. 717–720) envío nuevos refuerzos, por mar desde África y Egipto y por tierra desde Asia Menor. Las fuerzas de las nuevas flotas estaban compuestas fundamentalmente por cristianos, que pronto desertaron en gran cantidad, mientras que las fuerzas terrestres fueron emboscadas y derrotadas en Bitinia. A medida que el hambre y las epidemias continuaron asolando el campo árabe, el asedio fue abandonado el 15 de agosto del 718. A su regreso, la flota árabe sufrió nuevas bajas como consecuencia de las tormentas y de la erupción del volcán de Thera.

## Estabilización de la frontera: 718-863
La primera oleada de conquistas musulmanas terminó con el fallido asedio de Constantinopla en el año 718; la frontera entre los dos imperios quedó estabilizada en torno a las montañas de Anatolia oriental. Las campañas de los dos bandos continuaron, pero se esfumó la esperanza musulmana de conquistar Bizancio. Esto suscitó contactos diplomáticos mucho más regulares, y a veces amistosos, así como al reconocimiento recíproco de ambos imperios.
Como respuesta a la amenaza musulmana, que alcanzó su cénit en la primera mitad del siglo VIII, los emperadores isáuricos adoptaron la política de la iconoclasia, que fue abandonada en el 786, luego recuperada en la década de 820 y finalmente abandonada en el 843. La dinastía macedónica, explotando la decadencia y fragmentación del califato abasí, pasó gradualmente a la ofensiva, y recuperó buena parte del territorio perdido hacia el siglo X. Posteriormente, a partir del 1071, los turcos selyúcidas se los volvieron a arrebatar.

### Asaltos bajo los últimos omeyas y el ascenso de la iconoclasia

Mapa de la frontera árabo-bizantina en el sureste de Asia Menor, en torno a la zona del Tauro y Antitauro.

Siguiendo al fracaso de la captura de Constantinopla en los años 717 a 718, durante un tiempo los omeyas dirigieron su atención hacia otros lugares, permitiendo a los bizantinos tomar la ofensiva, logrando algunas victorias en Armenia. Desde 720-721, sin embargo, los ejércitos árabes continuaron sus expediciones contra la Anatolia bizantina, aunque ahora ya no perseguían su conquista sino asaltos a gran escala, saqueando y devastando el campo y solo ocasionalmente atacando sus fuertes y principales asentamientos.
Bajo los últimos omeyas y primeros califas abásidas, la frontera entre Bizancio y el Califato se estabilizó en torno a la línea de las cordilleras montañosas del Tauro y Antitauro. En el lado árabe, Cilicia fue ocupada permanentemente y sus ciudades desiertas, como Adana, Mopsuestia (al-Massisa) y, sobre todo, Tarso, fueron refortificadas y habitadas bajo los primeros abásidas. De modo similar, en la Alta Mesopotamia, lugares como Kahramanmaraş (Mar'ash), Hadath y Melitene (Malatya) se convirtieron en centros militares de gran importancia. Estas dos regiones llegaron a formar las dos mitades de una nueva zona militar fortificada, el thughur.
Tanto los omeyas como después los abásidas siguieron tomando las expediciones anuales contra los "enemigos tradicionales" del Califato como una parte integral de la yihad continuada, y pronto pasaron a organizarse de modo regular: una a dos expediciones en verano (pl. ṣawā'if, sing. ṣā'ifa) acompañadas a veces por un ataque naval y/o seguidas por incursiones en invierno (shawātī). Los asaltos veraniegos eran normalmente dos ataques separados, la "expedición de la izquierda" (al-ṣā'ifa al-yusrā/al-ṣughrā) lanzada desde el thughur de Cilicia y formada principalmente por tropas sirias, y la normalmente mayor "expedición de la derecha" (al-ṣā'ifa al-yumnā/al-kubrā) lanzada desde Malatya y formada por tropas de Mesopotamia superior. Los asaltos solían confinarse a las tierras fronterizas y al valle de Anatolia central, y solo raramente llegaban a las tierras costeras periféricas, que los bizantinos habían fortificado considerablemente.
Bajo el nuevo y más agresivo califa Hisham ibn Abd al-Malik (r. 723–743), las expediciones árabes se intensificaron durante un tiempo, y fueron lideradas por algunos de los generales más capaces del Califato, incluyendo a príncipes de la dinastía omeya como Maslama ibn Abd al-Malik y al-Abbás ibn al-Walid o los propios hijos de Hisham Mu'awiyah, Maslama y Sulayman. En este tiempo Bizancio todavía luchaba por su supervivencia, y "las provincias fronterizas, devastadas por la guerra, eran una tierra de ciudades arruinadas y aldeas desiertas donde una población dispersa miraba hacia castillos de roca o montañas impenetrables antes que a los ejércitos del imperio en busca de una mínima seguridad" (Kennedy).
En respuesta a las renovadas invasiones árabes, y a una secuencia de desastres naturales como las erupciones de la isla volcánica de Thera, el emperador León III el Isauro llegó a la conclusión de que el imperio había perdido el favor divino. Todavía en el 722 había intentado forzar la conversión de los judíos del imperio, pero pronto comenzó a tornar su atención hacia la veneración de los iconos, que algunos obispos habían llegado a ver como idolatría. En el 726, León publicó un edicto condenando su uso y se mostró a sí mismo cada vez más crítico con la iconodulia. Prohibió formalmente las representaciones de figuras religiosas en un breve concilio en el 730.
Esta decisión provocó una importante oposición tanto del pueblo como de la Iglesia, especialmente del obispo de Roma, oposición que León no tuvo en cuenta. En palabras de Warren Treadgold: "no encontró la necesidad de consultar a la Iglesia, y parece que le sorprendió la profundidad de la oposición popular con la que se encontró." La controversia debilitó el Imperio bizantino, y fue un factor clave del cisma entre el patriarca de Constantinopla y el papa.
El Califato omeya, sin embargo, estaba cada vez más disperso, distraído por conflictos en diferentes lugares, especialmente las guerras jázaro-árabes en las que se enfrentaba a los jázaros, con quienes León III había firmado una alianza casando a su hijo y heredero, Constantino V (r. 741-775) con la princesa jázara Tzitzak. Solo a finales de los años 730 lograron las expediciones militares musulmanas convertirse en una amenaza, pero la gran victoria bizantina en la batalla de Akroinon y el caos de la revolución abásida llevaron a una pausa los ataques árabes contra el Imperio. También abrieron el camino para una posición más agresiva por parte de Constantino V, quien en el 741 atacó la principal base árabe de Melitene, y continuó logrando más victorias. Estos éxitos fueron también interpretados por León III y su hijo Constantino como evidencia del renovado favor divino por su causa, y fortaleció la posición del iconoclasmo en el Imperio.

### Los primeros abásidas
A diferencia de sus predecesores omeyas, los califas abásidas no buscaron una expansión activa: en términos generales, estuvieron satisfechos con los límites territoriales conseguidos, y prácticamente todas las campañas exteriores en las que se embarcaron fueron o bien en represalia o como prevención, con el objeto de preservar las fronteras y de mostrar su poderío a sus vecinos. Al mismo tiempo, las campañas contra Bizancio en particular siguieron siendo importantes para el consumo doméstico. Los asaltos anuales, que casi se habían extinguido tras la Revolución abásida, fueron retomados con renovado vigor desde el año 780, y fueron las únicas expediciones en las que el Califa o su hijo participaron en persona.
Como símbolo del rol ritual del califa como jefe de la comunidad musulmana, se les relacionaba en la propaganda oficial con el liderazgo en la peregrinación anual (hajj) hacia la Meca. Además, la guerra permanente en las zonas sirias era útil para los abásidas ya que proveía de empleo para las élites militares sirias e iraquíes y los diferentes voluntarios (muṭṭawi‘a) que emigraban para participar en la yihad.
En su anhelo por destacar su piedad y su rol como líder de la comunidad musulmana, el califa Harun al-Rashid (r. 786-809) en particular fue el más enérgico de los gobernantes abásidas en su lucha contra Bizancio: estableció una base en Raqqa, cerca de la frontera; complementó el thughur en 786 al formar una segunda línea defensiva en el norte de Siria, el al-'Awasim; y se afirma que dedicó años alternos a conducir el Hajj y a campañas en Anatolia, entre ellas la mayor del periodo abasí, la conocida como invasión abásida de Asia Menor del año 806.
Siguiendo una tendencia iniciada por sus predecesores inmediatos, su reinado también vio el desarrollo de contactos más regulares entre la corte abásida y Bizancio, con el intercambio de embajadas y cartas siendo más común que bajo los gobernantes omeyas. A pesar de la hostilidad de Harun, "la existencia de las embajadas es un signo de que los abásidas aceptaban que el Imperio bizantino era un poder con el que debían luchar en términos iguales" (Kennedy).
La guerra civil tuvo lugar en el Imperio bizantino, en ocasiones con apoyo árabe. Con el apoyo del califa al-Ma'mun, los árabes bajo el mando de Tomás el Eslavo invadieron de tal modo que en cuestión de meses solo dos themata en Asia Menor eran fieles al emperador Miguel II. Cuando los árabes capturaron Salónica, la segunda ciudad más importante del Imperio, esta fue rápidamente recapturada por los bizantinos. El asedio de Tomás en el 821 de Constantinopla no pasó las murallas de la ciudad, siendo finalmente forzado a retirarse.

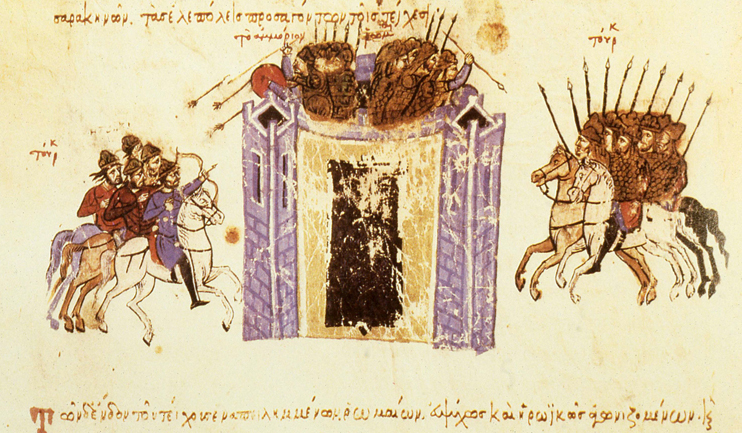
El asedio de Amorio, miniatura del Madrid Skylitzes.

Los árabes no cesaron en sus designios en Asia Menor y en el 838 comenzaron otra invasión, asaltando la ciudad de Amorio.

### Sicilia, Italia y Creta
Mientras que un equilibrio relativo reinaba en Oriente, la situación en el Mediterráneo occidental fue irremediablemente alterada con la lenta conquista de Sicilia, que los aglabíes emprendieron en la década del 820. Utilizando Túnez como base, los árabes conquistaron Palermo en el 831, Mesina en el 842, Enna en el 859 y concluyeron la subyugación de la isla al apoderarse de Siracusa en el 878.
Esto les franqueó el acceso al sur de Italia y al mar Adriático, en los que posteriormente realizaron incursiones y establecieron nuevos asentamientos. Bizancio sufrió más tarde un importante revés con la pérdida de Creta, que le arrebató una banda de exiliados andalusíes. Estos establecieron un emirato pirata en la isla y durante más de un siglo asolaron las costas hasta entonces seguras del mar Egeo.

## Resurgimiento bizantino: 863-sigloXI

Mapa de la competencia naval entre árabes y bizantinos en el Mediterráneo, siglos VII al XI.

La paz religiosa llegó con el surgimiento de la dinastía macedónica en el año 867, así como bajo un mando bizantino fuerte y unificado; en un tiempo en el que el imperio abásida se había astillado en multitud de facciones tras el año 861. Basilio I volvió a hacer del Imperio bizantino en una potencia regional, durante un período de expansión territorial, haciando del Imperio la fuerza más poderosa de Europa y desarrollando una política marcada por las buenas relaciones con el Papado de Roma. Basilio se alió con el emperador del Sacro Imperio Romano Germánico Luis II el Joven contra los árabes, y su flota despejó todo el mar Adriático de sus asaltos y escaramuzas.
Con la ayuda bizantina, Luis II capturó Bari de los árabes en el 871. La ciudad pasó a ser territorio bizantino en el 876. La posición bizantina sobre Sicilia se deterioró, cayendo Siracusa al Emirato de Sicilia en el 878. Catania se perdió para los bizantinos en el 900, y finalmente también la fortaleza de Taormina en el 902. Supuestamente Miguel de Zahumlia asaltó el 10 de julio del 926 Siponto (en latín: Sipontum), que era una ciudad bizantina en Apulia.
Sigue sin conocerse si Miguel llevó a cabo este asalto bajo el mando supremo del rey Tomislav de Croacia, como ha sido sugerido por algunos historiadores. De acuerdo a Omrčanin, Tomislav envió la armada croata bajo el mando de Miguel para alejar a los sarracenos de esa parte del sur de Italia y liberar la ciudad. Sicilia seguiría bajo el control árabe hasta la invasión normanda de 1071.
Aunque habían perdido Sicilia, el general Nicéforo el Viejo logró tomar Tarento y buena parte de Calabria en el 880, que formó el núcleo del posterior Catapanato de Italia. Los éxitos en la península itálica inauguraron un nuevo período de dominación bizantina en la zona. Por encima de todo, los bizantinos comenzaban a estabilizar su fuerte presencia en el mar Mediterráneo, y especialmente en el Adriático.
Bajo Juan Curcuas, los bizantinos conquistaron el emirato de Melitene, junto con Tarsos el más poderoso de los emiratos periféricos musulmanes, y avanzaron hacia Armenia en los años 930. Las siguientes tres décadas fueron dominadas por la lucha del clan de los Fokas y sus descendientes contra el emir hamdanida de Alepo, Sayf al-Dawla. Al-Dawla fue finalmente derrotado por Nicéforo II, quien conquistó Cilicia y el norte de Siria y recuperó Creta. Su nieto y sucesor, Juan I Tzimisces, siguió todavía más allá, casi alcanzando Jerusalén, pero su muerte en el año 976 terminó la expansión bizantina hacia Palestina.

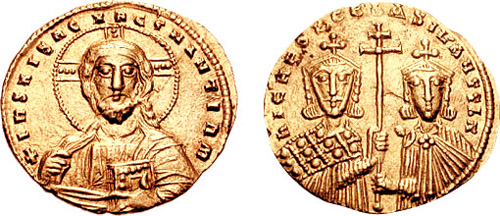
Nicéforo II y su hijastro Basilio II (a la derecha). Bajo la dinastía macedónica, el Imperio bizantino se convirtió en el poder más fuerte de Europa, recuperando territorios perdidos en la guerra.

Tras llevar a su final a una guerra interna, Basilio II lanzó una contra campaña contra los árabes en el 995. Las guerras civiles bizantinas habían debilitado la posición del Imperio en oriente, y los logros de Niceforo II y de Juan de Tzimisces estuvieron cerca de perderse, siendo Alepo asediado y Antioquía bajo amenaza. Basilio ganó diferentes batallas en Siria, liberando Alepo, tomando el valle del Orontes, y continuando sus incursiones hacia el sur. Aunque no tuvo la fuerza para entrar en Palestina y reclamar Jerusalén, sus victorias recuperaron buena parte de Siria para el imperio, incluida la ciudad más grande de Antioquía sobre la que descansaba el patriarca homónimo.
Ningún emperador desde Heraclio había sido capaz de mantener estas tierras durante ningún lapso de tiempo, pero el Imperio logró retenerlas durante los siguientes 110 años, hasta el 1078. Piers Paul Read escribe que hacia 1025, la tierra bizantina "se extendía desde estrecho de Mesina y el adriático norte en occidente hasta el río Danubio y Crimea en el norte, y las ciudades de Melitine y Edesa más allá del Éufrates en oriente."
Bajo Basilio II, los bizantinos establecieron a una franja de nuevos themata, que se extendían al noreste desde Alepo (un protectorado bizantino) hasta Manzikert. Bajo este sistema administrativo de gobierno, los bizantinos podían conseguir reunir una fuerza de al menos 200 000 hombres, aunque en la práctica estos se ubicaban estratégicamente a través del Imperio. Durante el gobierno de Basilio, el Imperio Bizantino alcanzó su máxima grandeza en cerca de cinco siglos.

## Conclusión
Estas guerras concluyeron cuando los invasores turcos y diferentes grupos mongoles sustituyeron a los árabes como potencia regional. A partir de los siglos XI y XII, los selyúcidas remplazaron a los árabes como enemigo principal de los bizantinos en la frontera oriental del imperio y con ellos disputaron las guerras bizantino-selyúcidas por el dominio de Anatolia.
El Imperio bizantino recuperó posiciones en Oriente Próximo con la ayuda de los cruzados occidentales a partir del finales del siglo XI, pese a la grave derrota que los turcos le habían infligido en la batalla de Mancicerta en el 1071. Por su parte, los principales conflictos para los árabes fueron las luchas que mantuvieron con los cruzados en el Levante y Egipto, las invasiones mongolas, y las contiendas con el Ilkanato y Tamerlán.

## Efectos

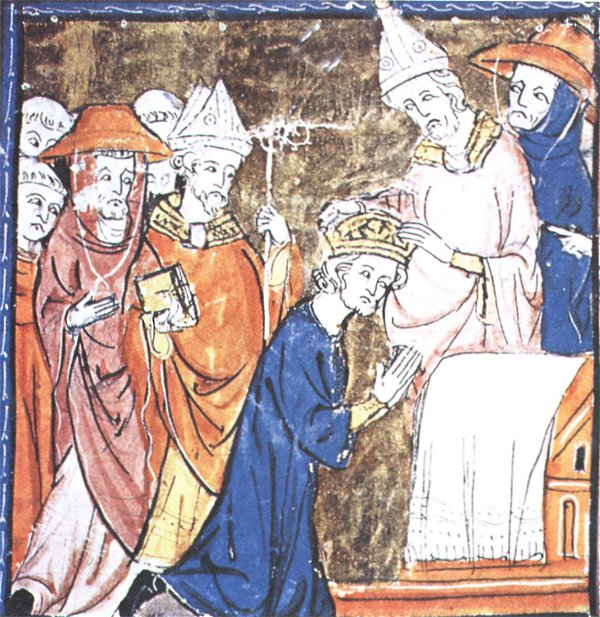
Las guerras árabo-bizantinas sentaron las bases para el desarrollo del feudalismo en la Europa Medieval.

De modo similar a otras guerras de tan larga duración, las guerras árabo-bizantinas tuvieron efectos duraderos tanto para el Imperio bizantino como para los Estados árabes. Los bizantinos sufrieron importantes pérdidas territoriales, mientras que los invasores árabes impusieron su señorío en Oriente Próximo y en el norte de África. La atención de la política bizantina se desplazó de las reconquistas occidentales de Justiniano a la defensa de las fronteras orientales de las acometidas de los ejércitos islámicos. La falta de influencia bizantina en los asuntos de los nacientes Estados cristianos de Europa occidental dio un fuerte estímulo al afianzamiento del feudalismo y a la autarquía económica en esa región.
La opinión de los historiadores modernos es que uno de los efectos más importantes de estas guerras fue tensión que suscitaron entre Roma y Bizancio. Durante la lucha por su supervivencia contra los ejércitos islámicos, el Imperio bizantino dejó de ser capaz de ofrecer la protección que en su día dio al Papado. Peor aún: según Thomas Woods, los emperadores intervenían habitualmente en aspectos de la vida eclesiástica que no concernían al Estado. La controversia sobre la iconoclasia de los siglos VIII y IX fue un factor fundamental que empujó a la Iglesia latina a estrechar los lazos con los francos. Así, se ha defendido que el poder de Carlomagno fue una consecuencia indirecta del surgimiento del movimiento religioso fundado por Mahoma Pirenne afirmó que el Imperio franco nunca habría existido sin el islam, y Carlomagno sin Mahoma sería inconcebible.
El Sacro Imperio Romano de los sucesores de Carlomagno acudió luego en ayuda de Bizancio, en tiempos de Luis II y durante las Cruzadas, pero las relaciones entre los dos imperios siguieron siendo tensas. Según la Crónica de Salerno, sabemos que el emperador Basilio envío una carta a su homólogo occidental, amonestándolo por usurparle el título de emperador. Argumentaba que los gobernantes francos eran simples reges, que cada nación tenía su propio título para su señor y que el título imperial correspondía únicamente al soberano de la Roma oriental, a la sazón el propio Basilio.

## Historiografía y otras fuentes

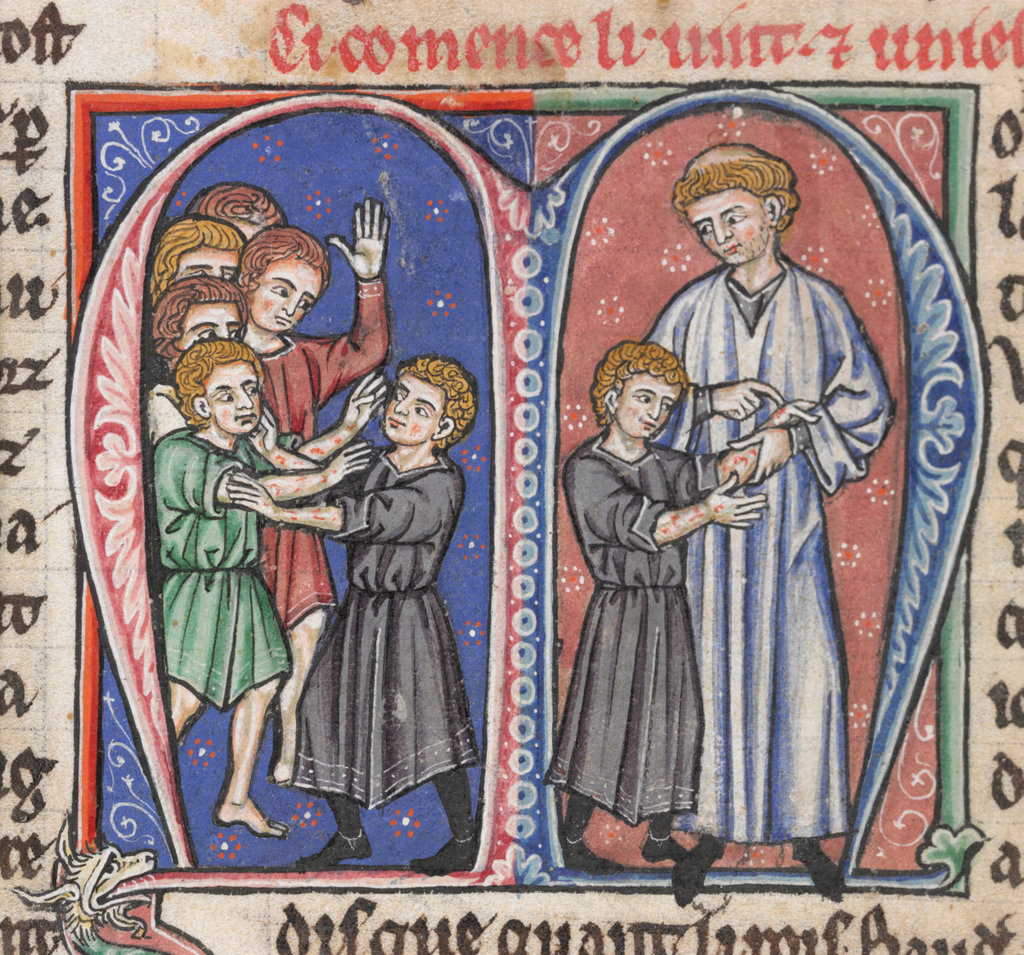
Guillermo de Tiro (derecha, siglo). Importante cronista de las Cruzadas y de las últimas fases de las guerras árabo-bizantinas.

Kaegi afirma que se ha dado mucha mayor atención académica a las fuentes árabes existentes en relación con sus oscuridades y contradicciones. Sin embargo, señala que las fuentes bizantinas también son problemáticas, como es el caso de las crónicas de Teófanes y de Nicéforo y de aquellas escritas en siríaco, que son cortas y concisos mientras que la importante cuestión de las fuentes y su uso sigue sin resolverse. Kaegi concluye que los estudiosos deben someter también la tradición bizantina a escrutinio crítico, ya que "contienen sesgos y no pueden servir como un estándar objetivo contra el que todas las fuentes musulmanas puedan ser confiablemente confrontadas".
Entre las escasas fuentes latinas de interés se encuentran la historia de Fredegario del siglo VII, y dos crónicas españolas del siglo VIII, todas las cuales se basan en diferentes tradiciones bizantinas y orales. En cuanto a la acción militar bizantina contra las primeras invasiones musulmanas, Kaegi afirma que las "tradiciones bizantinas... intentan huir de la crítica a la debacle bizantina desde Heraclio a otras personas, grupos o cosas".
El rango de fuentes bizantinas no históricas es vasto: van desde papiros a sermones (siendo los más significativos los de Sofronio y Anastasio Sinaíta), poesía (especialmente la de Sofronio y Jorge de Pisidia), correspondencia que con frecuencia tenía un origen patriarcal, tratados apologéticos, apocalipsis, hagiografía, manuales militares (en particular el Strategikon de Mauricio desde el comienzo del siglo VII), y otras fuentes no literarias, como epigrafía, arqueología y numismática. Ninguna de estas fuentes contiene un relato coherente de ninguna de las campañas y conquistas de los ejércitos musulmanes, pero alguna de ellas contienen detalles de incalculable valor que no se han conservado en ningún otro lugar.